# Скот Тејлор
Скот Тејлор (енгл. Scott Taylor; Источни Јорк, 30. децембар 1960) је канадски новинар са експертским познавањем војног и ратног извештавања. Његови извештаји о ратним догађањима укључују ратове у бившој СФРЈ, Камбоџи, Африци и однедавно у Ираку. Тејлор је бивши редов у Војсци Канаде, а тренутно је главни уредник војног магазина Esprit de Corps.

## Новинарска каријера
У новинарској каријери извештавао је из Персијског залива још током војне операције "Пустињска олуја" 1991. године, док је на просторе бивше Југославије као ратни извештач приспео априла 1992. Прошао је с бележницом, пером и фото-апаратом ратне окршаје у Хрватској, Босни и Херцеговини, као и НАТО бомбардовање СРЈ, те нападе ОВК на српске снаге безбедности на Косову и Метохији, али и македонско-албански сукоб у Македонији.
Тејлор је велики критичар канадске војске и Министарства националне одбране, а такође је био жестоки противник интервенције западних сила у косовском и ирачком рату. Тејлор је редован колумниста за канадски магазин Halifax Herald из Нове Шкотске.
Потом је, ношен ветровима рата, отишао у Ирак, где је, 2004. године, Скот Тејлор, заједно са једним турским колегом, киднапован од стране Ансар ал-Исламске побуњеничке групе, гране Ал-Каиде у Ираку. Тејлор је физички и ментално тешко злостављан, неколико пута су му отмичари претили смрћу. После пет дана Тејлор је ипак пуштен на слободу. У Београду је о томе на српски језик управо преведена и објављена Тејлорова књига „Од Београда до Багдада“
Скот Тејлор је позван да сводочи на суђењу бившем југословенском председнику Слободану Милошевићу у Хагу, и провео је 6 сати у ћелији са Милошевићем у припреми за сведочење. Десет дана пре него што је Тејлор требало да сведочи, Слободан Милошевић је умро.

## Књижевни рад
Тејлор је написао неколико књига, многе од њих су преведене и на српски језик:
- Од Београда до Багдада
- Spinning on the Axis of Evil: America's War Against Iraq
- Инат: Призори Србије и косовског конфликта
- Не-грађански рат

## Галерија
- Тејлор у Немачкој, 1984. године
- Тејлор на предавању у Српском културном центру у Ванкуверу, 2006. године
- Тејлор на предавању у Српском културном центру у Ванкуверу, 2006. године
- Тејлор у Кандахару са турбаном на глави, 2008. године